# Котора червоноголовий
Котора червоноголовий (Pyrrhura rhodocephala) — вид папугоподібних птахів родини папугових (Psittacidae). Ендемік Венесуели.

## Опис

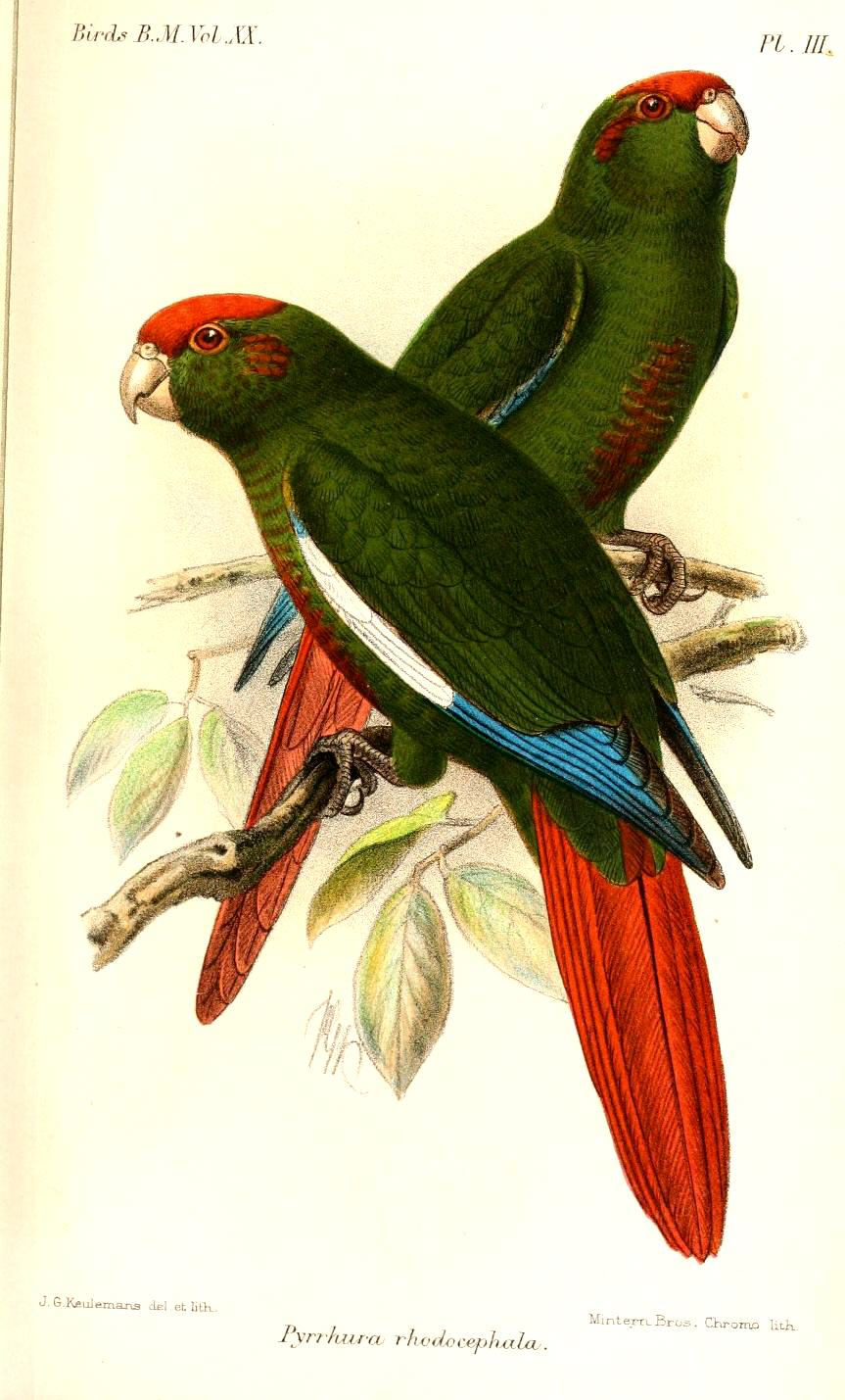
Червоноголові котори

Довжина птаха становить 24 см. Довжина крила становить 13-14,2 см, довжина хвоста 9,7-11,5 см, довжина дзьоба 16-18 мм, довжина цівки 14-16 мм. Забарвлення переважно зелене, верхня частина голови яскраво-червона, першорядні покривні пера крил білі, у молодих птахів сині. Махові пера сині, хвіст червоний. Очі карі, навколо очей плями голої білої шкіри. Виду не притаманний статевий диморфізм.

## Поширення і екологія
Червоноголові котори мешкають в горах Кордильєра-де-Мерида на заході Венесуели, що є продовженням Східного хребта Анд. Вони живуть у вологих гірських тропічних лісах, на висоті від 800 до 3100 м над рівнем моря, переважно на висоті від 1500 до 2500 м над рівнем моря. Зустрічаються зграями по 10-30 птахів. Живляться плодами, насінням і квітками. Сезон розмноження триває з квітня по червень. В кладці від 4 до 6 яєць, інкубаційний період триває 23-24 дні, пташенята покидають гніздо через 7-8 тижнів після вилуплення.